# Bembidion portoricense
Bembidion portoricense är en skalbaggsart som beskrevs av Darlington 1939. Bembidion portoricense ingår i släktet Bembidion och familjen jordlöpare. Inga underarter finns listade i Catalogue of Life.